# ارنست کالویتسکی
ارنست کالویتسکی (انگلیسی: Ernst Kalwitzki; ۳ اکتبر ۱۹۰۹ – ۳ فوریهٔ ۱۹۹۱) بازیکن فوتبال اهل آلمان بود.
از باشگاه‌هایی که در آن بازی کرده‌است می‌توان به باشگاه فوتبال شالکه ۰۴ اشاره کرد.